# Syngonium gentryanum
Syngonium gentryanum är en kallaväxtart som beskrevs av Thomas Bernard Croat. Syngonium gentryanum ingår i släktet Syngonium och familjen kallaväxter. Inga underarter finns listade.